# Жуматов, Габбас Жуматович
Габба́с Жума́тович Жума́тов (20 сентября 1918 — 14 июня 2018) — профессор Казахского национального университета, общественный деятель Казахской ССР и Республики Казахстан, один из участников обороны Брестской крепости в годы Великой Отечественной войны.

## Биография

### Семья
Родился 20 сентября 1918 года в селе Баянаул Павлодарской области, в многодетной семье (8 детей) сельского учителя Жумата Доскараева. Происходит из подрода айдабол рода суюндык племени аргын.
Отец Габбаса, Жумат Доскараев, получил диплом о высшем образовании в возрасте 50 лет, с окончанием Среднеазиатского университета в Ташкенте. Позже отец занимался преподавательской деятельностью в высших учебных заведениях, работал заведующим отдела Академии наук Казахской ССР, в Институте языкознания АН КазССР.
Самый старший брат Габбаса, Аубакир Жуматов, окончил Сельскохозяйственную академию имени Тимирязева и был ректором Казахского сельскохозяйственного института в период с 1943 по 1959 годы. 
Другой старший брат Габбаса, Жуматов Хамза Жуматович, стал вирусологом-эпидемиологом, доктор медицинских наук (1954), профессор (1958), член-корреспондент Академии медицинских наук СССР (1961), член Высшей аттестационной комиссии (ВАК) при Совете Министров СССР (1961), академик АН Казахской ССР (1967).
Младший брат Габбаса, Сапар Жуматов, окончил МГИМО и был советником первого класса в Министерстве иностранных дел СССР. Продолжительное время работал во Франции и Швейцарии. Был членом международной комиссии при ЮНЕСКО.

### Довоенная пора
По окончании Габбасом неполной средней школы в Павлодаре, семья Жуматовых переехала в Алма-Ату, где в 1937 году Габбас окончил техникум связи. По распределению работал техником на радиостанции в селе Большая Михайловка (ныне пригород Караганды). После двух лет работы поступил на обучение в геологоразведочный факультет Горно-металлургического института (ныне КазНТУ). После первого семестра обучения в конце 1939 года, Жуматова призвали на срочную службу в Красную армию.
В связи с острой нехваткой призывников со средним образованием, Жуматова назначили на должность командира отделения связи 2-й артиллерийской батареи 3-го дивизиона 204-го гаубичного артиллерийского полка 6-й стрелковой дивизии. Данное соединение дислоцировалось в районе Брестской крепости.

### Война
22 июня 1941 года у младшего сержанта Жуматова истекала срочная служба (призванные из ВУЗов в тот период служили полтора года), и он подлежал демобилизации. С первых часов нападения Германии на СССР, Жуматов принял участие в обороне Брестской крепости. После нескольких дней обороны крепости, начальник штаба 204-го гаубичного артиллерийского полка Лукьянчиков Иван сумел организовать отступление и вывести большую группу военнослужащих вместе с Жуматовым из окружения, к линии фронта в районе Гомеля. Во вновь сформированной артиллерийской части из числа военнообязанных местных жителей, Жуматов был назначен командиром взвода управления батареи 76-мм пушек. Через некоторое время Жуматова перевели на службу в 573-й пушечный артиллерийский полк Резерва главного командования, который участвовал в обороне Москвы на направлении Можайска. В составе данного полка Жуматов участвовал в параде войск на Красной площади 7 ноября 1941 года.
За участие в битве за Москву награждён медалью «За отвагу».
В декабре 1942 года Жуматова отправили на обучение в Днепропетровское артиллерийское училище, эвакуированное в Томск. Летом 1943 года по окончании училища лейтенант Жуматов был назначен командиром огневого взвода в 150-й гвардейский истребительно-противотанковый полк 5-го гвардейского Донского казачьего Краснознаменного кавалерийского корпуса.
В составе 5-го корпуса Жуматов участвовал в боевых действиях в Украине, Молдавии, Румынии, Югославии, Венгрии. Был ранен под Будапештом. К окончанию боевых действий получил звание старшего лейтенанта и назначен на должность командира батареи. С военной службы Жуматов был уволен в 1946 году.

### Послевоенный период
После увольнения с военной службы Жуматов поступил на обучение на исторический факультет Казахского государственного университета (ныне Казахский национальный университет), который закончил с красным дипломом. Оставшись в университете на аспирантуре кафедры марксизма-ленинизма, в 1953 году он приступил к преподавательской работе, со временем защитив звание доцента, а после и профессора. Специализировался на преподавании истории КПСС. Был членом учёного совета университета.
Основным направлением научной деятельности была проблематика исторических преобразований в Казахстане.
Будучи внештатным лектором Центрального комитета Коммунистической партии Казахской ССР и Алматинского областного комитета КПСС, Жуматов объездил с лекциями практически весь Казахстан.
В 1979 году Президиум Верховного совета Казахской ССР присудил Жуматову Габбасу почётное звание «Заслуженный деятель высшей школы Казахстана».
С 1984 года возглавлял Общество ветеранов труда и Великой Отечественной войны КазГУ. Также являлся членом президиума Общества ветеранов труда и Великой Отечественной войны Калининского района (ныне Бостандыкский район) города Алма-Ата. За активную общественную деятельность он в разные годы был удостоен почетных дипломов и грамот Всесоюзного комитета ветеранов войны. Более 10 лет он возглавлял идеологическую комиссию Алматинского городского Совета ветеранов войны, был членом Центрального Совета Республики по делам ветеранов войны.
В период с 1960 по 1990 год Жуматов неоднократно выезжал с лекциями о Второй мировой войне во Францию, Болгарию, Югославию, Венгрию, Италию и ряд других государств. Участвовал в конференциях с бывшими участниками Сопротивления во Франции.
14 июня 2018 года, не дожив 3 месяца до своего столетия, Жуматов Габбас скончался в Алма-Ате. Был похоронен 15 июня с воинским почестями на Кенсайском кладбище.
Таким образом, до 14 июня 2018 года, Жуматов Габбас был самым последним из живых защитников Брестской крепости.

## Семья
Супруга — Макашева Раиса (Рапия) Каримовна. Доктор медицинских наук. Профессор. Скончалась в 1991 году.
Дочь Гульнар — доктор медицинских наук. Дочь Майра и сын Жайнар — кандидаты медицинских наук.

## Награды
Жуматов Габбас неоднократно награждался орденами и медалями СССР и Республики Казахстан, среди которых были следующие:
- Орден Отечественной войны I степени (1944)
- Орден Отечественной войны I степени (1985)
- Орден Отечественной войны II степени
- Орден Красной Звезды (1944)
- Орден Достык II степени
- Орден Курмет
- Медаль «За отвагу» (1942)
- Медаль «За оборону Москвы»
- Медаль «За взятие Будапешта»
- Медаль «В память 850-летия Москвы»
- и другие юбилейные медали.

Из негосударственных наград Габбас Жуматов имеются:
- Орден Сталина
- Наградной крест «За заслуги перед казачеством России» IV степени
- Юбилейная медаль к 100-летию Бауржан Момышулы